# إريك فابري
إريك فابري (بالإيطالية: Erik Fabbri)‏ هو لاعب كرة قدم إيطالي، ولد في 12 أغسطس 1991 في إيطاليا. لعب مع نادي رافينا.

## وصلات خارجية
- إريك فابري على موقع قاعدة بيانات كرة القدم.إي يو (الإنجليزية)